# Élections au Maroc
Les élections au Maroc sont tenues à un niveau national pour la législature. Les 395 membres de la Chambre des Représentants, qui constitue la Chambre basse du parlement marocain, sont élus pour cinq ans au suffrage universel direct, au scrutin de liste à la proportionnelle. Les 270 membres de la Chambre haute, la Chambre des Conseillers, sont élus pour six ans[réf. nécessaire] avec renouvellement par tiers tous les trois ans. Ils sont par ailleurs élus au suffrage indirect par les élus des chambres professionnelles, des salariés et des collectivités locales.

## Système électoral
Le Maroc a adopté le multipartisme depuis son indépendance en 1955. On remarque cependant une balkanisation du champ politique marocain, qui compte à peu près 30 partis, à tel point que certains partis obtiennent des scores très serrés et parviennent difficilement à se mettre d'accord sur la formation du gouvernement marocain.
Les citoyens marocains peuvent obtenir leurs cartes électorales via un site web du ministère de l'intérieur; site web dont la fonctionnalité d'inscription ne fonctionne pas pour les marocains résidents à l'étranger à la date de Décembre 2019.

## L'affaire des fraudes électorales en 2006
En octobre 2006, 67 personnes à peu près ont été arrêtées pour fraude électorale lors des élections du renouvellement du tiers des membres de la Chambre des conseillers, le 8 septembre 2006. Parmi eux, il y avait 12 membres de la Chambre des conseillers et 5 de la Chambre des représentants.

## Élections législatives

### Élections législatives de 2011
L’élection du parlement a eu lieu, très tôt, le 25 novembre 2011. Elle était programmée pour l’année 2012, et elle est reportée du 7 octobre 2011.
Comme un résultat du printemps arabe, des protestations se sont déroulées durant février 2011, qui ont causé l’annonce du roi Mohammed VI de cette élection anticipée. Dans le processus de réforme constitutionnelle, il a accordé aux citoyens plus de droits civils et a abandonné une partie de son autorité administrative. À la suite d'un référendum le 1er juillet 2011, la ratification de la nouvelle Constitution a eu lieu le 13 septembre.

### Élections législatives de 2016
Les élections législatives du 7 octobre 2016 connaîtront pour la première fois la participation de la gauche socialiste unifiée de Nabila Mounib.

### Élections législatives de 2021
Élections législatives marocaines de 2021
Les élections législatives marocaines de 2021 ont lieu le 8 septembre 2021 afin de renouveler les 395 sièges de la Chambre des représentants du Maroc. Des élections communales et régionales ont lieu le même jour.

## Autres élections
Il existe des élections communales dont les premières se sont déroulées le 29 mai 1960, sous le règne de Mohammed V.
Le 4 septembre 2015, des élections communales et régionales ont eu lieu pour la première fois.